# Boulevard Bou

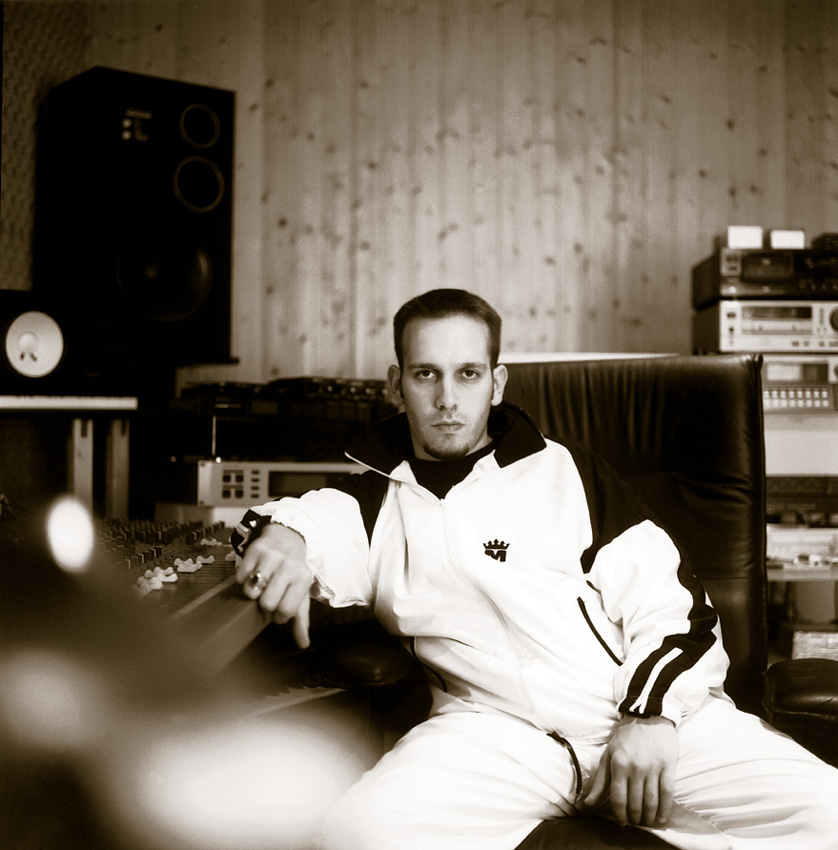
Boulevard Bou im 360 Grad Studio in Heidelberg (2000)

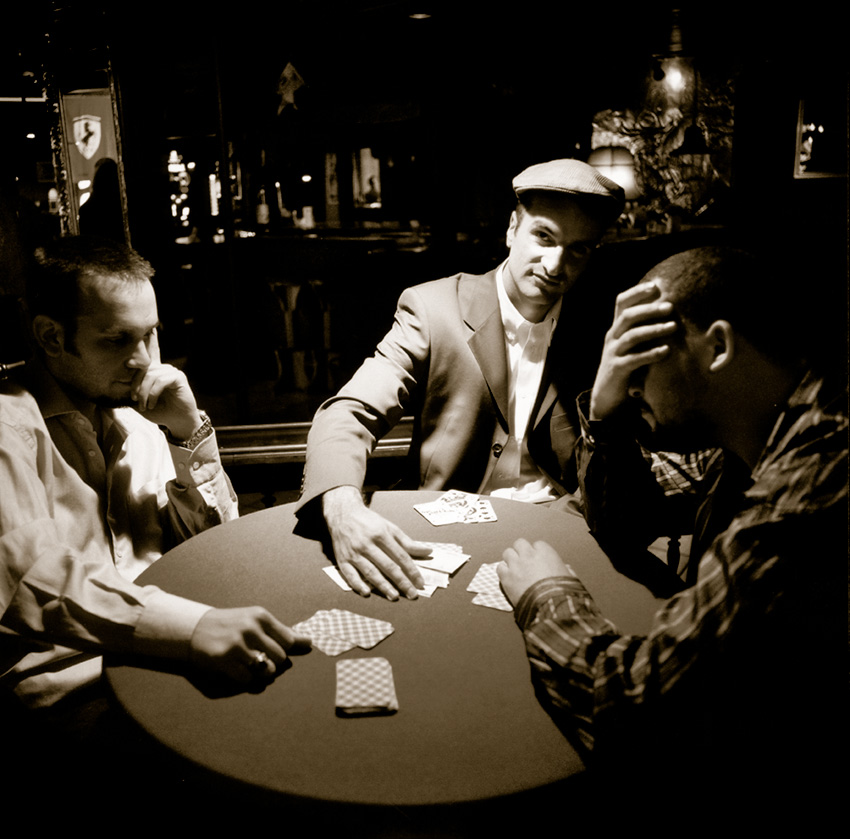
Boulevard Bou (links) beim Pokern mit Toni-L (Mitte) und Torch (rechts), 2002

Boulevard Bou (* 4. Oktober 1972 in Heidelberg, bürgerlich Bülent Teztiker) ist ein DJ, Rap-Produzent sowie Mix-Engineer. Bekannt wurde er als Partner des Rappers Torch.

## Leben
Mit Torch betreibt Boulevard Bou als „Chef-Engineer“ die Piemont Studios, die von den beiden im Jahr 1995 eingeweiht wurden. Das Studio wird seitdem von internationalen und nationalen Künstlern genutzt. Zudem mixte und produzierte er dort beispielsweise Grandmaster Melle Mel, Kid Frost, Al Tariq (früher Beatnuts) und Asher D. & Daddy Freddy sowie Die Firma, DJ Stylewarz, D-Flame, DJ Wiz (RAG), DJ Tomekk, Curse und Albino.
Neben seiner Zusammenarbeit mit Torch als Interpret arbeitete Boulevard Bou später auch fest mit dem Braunschweiger MC René zusammen, mit dem er deutschlandweit „zu 100 % aus Improvisation“ bestehende Auftritte absolvierte.
Teztiker, der auf Deutsch und Türkisch rappt, war als Interpret auf diversen frei verkäuflichen Kompilationen zu hören und gab mit Geh zur Polizei auch eine Maxi-CD heraus, die in den allgemeinen Handel gelangte. Sein ebenso unter Boulevard Bou veröffentlichtes Rapwerk erreichte für einen Künstler mit Migrationshintergrund in Deutschland bereits in den 1990er Jahren beachtlichen Erfolg. 1999 veröffentlichte Teztiker ein türkisches Mixtape (Türkçe Hip Hop Mixtape), worauf Karakan, Islamic Force, DJ Mahmut & Murat G., 2. Nesil, Asiatic Warriors, DJ Ace, Rapor 2, Crack, XL, Bes Pence, Volkan, Erci E., Aziza-A  u. a. vertreten waren.
Beeinflusst sieht sich Teztiker durch Musikfilme wie Wildstyle sowie den HipHop, den die in seiner Heimatstadt Heidelberg stationierten US-Soldaten gehört haben. Ab 1990 kam er über die Heidelberger Rapszene in Kontakt mit bekannten deutschen HipHoppern, denen er sich anschloss. Hiernach folgten erste eigene Erfahrungen als Rapper und Raptexter.
Neben renommierten deutschen Clubs ist DJ Boulevard Bou mit seiner Arbeit auch auf dem Privatsender BigFM innerhalb von Specials der Sendung Groovenight zu hören. In Heidelberg legte er von 1999 bis 2017 jeden Donnerstag in der Musikfabrik Nachtschicht auf. Nach Schließung des Clubs legt er seit 2018 in der Halle02 auf.
Außerdem ist er Hallen-DJ bei den Heimspielen der Basketball-Mannschaft MLP Academics Heidelberg.
Als Vertreter der Grünen zog Bülent Teztiker (Boulevard Bou) 2023 in den Heidelberger Gemeinderat ein.

## Diskografie
nur eigenständige Veröffentlichungen
- 1995: Geh zur Polizei/Arabesk, Intercord (12"/MCD) / Heidelberg (Schallplatte)
- 1999: Türkçe Hip Hop Mixtape, 360° Records (MC)